# Cryptantha caespitosa
Cryptantha caespitosa là loài thực vật có hoa trong họ Mồ hôi. Loài này được (A.Nelson) Payson mô tả khoa học đầu tiên năm 1927.